# Aliopsis pygmaea
Aliopsis  es un  género monotípico de planta fanerógama perteneciente a la familia de las gentianáceas. Su única especie Aliopsis pygmaea es originaria de Asia central, Afganistán, Pakistán, Tíbet y China.

## Descripción
Es una planta herbácea glabra, que alcanza un tamaño de 1-5 cm de altura, erecta y perenne. Vástago liso, canaliculado, ramificado desde la base o desde la parte media, terminando en una flor pediceladas larga. Hojas basales 0,5-0,8 x 0,1-0,2 cm, rosuladas, oblanceolada estrechándose gradualmente hasta el pecíolo, enteras, obtusas. Las hojas caulinarias con 1-2 pares en cada rama, 0,4-1,0 x 0,1-0,3 cm, oblanceoladas con peciolo estrechándose gradualmente, obtuso, entero. Inflorescencias solitarias, terminales o axilares con un largo pedicelo. Flor  acampanada, 0,2-0,9 (-1,0) cm de largo. Cáliz 0,25-0,6 cm de largo, dividido casi hasta la base, tubo muy pequeño o inexistente, hasta 0,05 cm de largo, lóbulos 0,1-0,5 x 0,01 a 0,07 cm, lanceoladas, agudas, entero. Corola 0.4-0.8 (-0.9) cm de largo de color amarillo, rojo o amarillo vino, rosa, lóbulos 0.1-0.3 x 0.1-0.2 cm, ampliamente ovadas-ovadas, obtuso, entero. Estambres versátiles, filamentos filiformes, ligeramente engrosado en la base, que se adjunta al tubo de la corola a ± media o ligeramente por encima, anteras 2-lobuladas, ovadas, dorsifixed. Nectarios presentes en la base del tubo de la corola, uno por cada uno oponerse a los lóbulos de la corola. Lanceoladas Ovario, hasta 0,4 cm de largo, sésiles,  con un estigma bilobulado. Cápsula elíptica-lanceoladas.

## Taxonomía
Aliopsis pygmaea fue descrito por (Regel & Schmalh.) Omer & Qaiser  y publicado en Wildenowia 21(1–2): 190. 1991.